# M. Butterfly (phim)
M. Butterfly là một bộ phim chính kịch lãng mạn của Mỹ năm 1993 do David Cronenberg đạo diễn. Kịch bản được viết bởi David Henry Hwang dựa trên vở kịch cùng tên của ông. Phim có sự tham gia của Jeremy Irons và John Lone, cùng với Ian Richardson, Barbara Sukowa và Annabel Leventon. Câu chuyện dựa trên các sự kiện có thật liên quan đến nhà ngoại giao Pháp Bernard Boursicot và ca sĩ 

## Tóm tắt
Bộ phim này được chuyển thể từ một sự kiện có thật (xem Thời Bôi Phác). René Gallimard (Jeremy Irons), là một nhà ngoại giao người Pháp, vào những năm 1960 được cử đến Bắc Kinh, Trung Quốc . Anh ta say mê một nữ diễn viên Kinh kịch Trung Quốc, Song Liling (John Lone), vời thân phận thật sự là một điệp viên Trung Quốc đánh cắp những tài liệu mật từ René Gallimard. Mối quan hệ của họ kéo dài gần 20 năm và Gallimard dường như không nhận ra (hoặc cố tình phớt lờ) rằng Song Liling là một người đàn ông. Gallimard đã phản bội đất nước của mình và bị xét xử vì tội phản quốc, buộc anh ta phải đối mặt với sự thật rằng người mình yêu là một người đàn ông. Cuối cùng, trong lúc anh ta cải trang thành Madame Butterfly, anh đã tự sát trước mặt mọi người.

## Diễn viên
- Jeremy Irons trong vai René Gallimard
- John Lone trong vai Song Liling
- Ian Richardson trong vai Ambassador Toulon
- Barbara Sukowa trong vai Jeanne Gallimard
- Annabel Leventon trong vai Frau Baden
- Shizuko Hoshi trong vai Comrade Chin
- Vernon Dobtcheff trong vai Agent Entacelin

## Khác biệt trong phim mà ngoài đời
Cuối bộ phim, Gallimard đã quyết định tự sát. Tuy nhiên, người đàn ông mà nhân vật dựa trên, Bernard Boursicot, đã không làm như vậy trong đời thực.

## Chủ đề
Chủ đề của bộ phim (cũng như của vở kịch mà bộ phim dựa trên) là khuôn mẫu của người theo chủ nghĩa phương Đông, nhưng Cronenberg đã loại bỏ nhiều âm mưu chính trị khỏi câu chuyện, để tập trung mạnh mẽ hơn vào mối quan hệ giữa Gallimard và Song. Một câu thoại quan trọng trong phim là "Chỉ có đàn ông là những người hiểu rõ nhất rằng người phụ nữ phải được diễn như thế nào".

## Đánh giá
M. Butterfly đã thu về $1.500.000 tại phòng vé nội địa.
Trên trang web tổng hợp đánh giá Rotten Tomatoes, bộ phim có xếp hạng phê duyệt là 43%, dựa trên 21 bài phê bình và xếp hạng trung bình là 5,60/10. Sự đồng thuận của các nhà phê bình trên trang web là: "David Cronenberg kiềm chế sự nhạy cảm đầy khiêu khích của mình và xử lý nội dung tinh tế một cách kiềm chế, mang lại một tác phẩm chuyển thể đáng thất vọng khiến M. Butterfly biến thành một vở opera xà phòng tẻ nhạt." Trên Metacritic, bộ phim có điểm trung bình có trọng số trên 43 trên 100, dựa trên 19 nhà phê bình, cho biết "các bài đánh giá hỗn hợp hoặc trung bình".